# Arrondissement Palaiseau
Palaiseau is een arrondissement van het Franse departement Essonne in de regio Île-de-France. De onderprefectuur is Palaiseau.

## Kantons
Het arrondissement was tot 2014 samengesteld uit de volgende kantons:
- Kanton Arpajon
- Kanton Athis-Mons
- Kanton Bièvres
- Kanton Brétigny-sur-Orge
- Kanton Limours
- Kanton Longjumeau
- Kanton Massy-Ouest
- Kanton Montlhéry
- Kanton Orsay
- Kanton Palaiseau
- Kanton Sainte-Geneviève-des-Bois
- Kanton Savigny-sur-Orge
- Kanton Chilly-Mazarin
- Kanton Gif-sur-Yvette
- Kanton Saint-Michel-sur-Orge
- Kanton Villebon-sur-Yvette
- Kanton Juvisy-sur-Orge
- Kanton Massy-Est
- Kanton Les Ulis